# Signe Ekblad-Eldh
Signe Ekblad-Eldh, egentligen Signe Eldh, ogift Ekblad, född 29 juni 1903 i Katarina församling, Stockholm, död 22 april 1960 i samma församling, var en svensk donator.
Hon växte upp i Stockholm och var dotter till sjökapten Olof Ekblad och Fredrika Dorotea Karlsson.
Från 1941 var hon gift med Nils Eldh fram till dennes död i januari 1960, kort före hennes egen död i april samma år. Deras donation utgör grunden för Eldh-Ekblads fredspris som utdelas av Svenska freds- och skiljedomsföreningen sedan 1960.
Signe Ekblad-Eldh ligger även bakom Signe Ekblad-Eldhs pris, ett litterärt pris som sedan 1962 utdelats av Svenska Akademien. Hon är begravd på Katarina kyrkogård i Stockholm.